# Powerspeed
Powerspeed war ein britischer Hersteller von Automobilen.

## Unternehmensgeschichte
Mervyn Aldridge gründete 1970 das Unternehmen in Bromley im London Borough of Bromley und begann mit der Produktion von Automobilen und Kits. Der Markenname lautete Powerbug. Im darauffolgenden Jahr endete die Produktion. Insgesamt entstanden etwa 148 Exemplare.

## Fahrzeuge
Im Angebot stand nur ein Modell. Dies war ein VW-Buggy. Er ähnelte dem Vulture, den Holmesdale Motor Traders ebenfalls in Bromley fertigte. Die Basis bildete das Fahrgestell vom VW Käfer, das je nach Version ungekürzt oder gekürzt verwendet wurde. Üblicherweise trieb ein Vierzylinder-Boxermotor von Volkswagen die Fahrzeuge an. Allerdings wurden auch Motoren von Porsche sowie V8-Motoren z. B. vom Chevrolet Corvair verwendet.
Der Niederländer Ben Walraven verkaufte neun Komplettfahrzeuge und acht Bausätze in den Niederlanden.